# Hvězda typu W Ursae Majoris
Hvězdy typu W Ursae Majoris, také známé jako málo hmotné dotykové dvojhvězdy jsou proměnné hvězdy, které jsou těsnými dvojhvězdami spektrálních typů A, F, G nebo K, které se navzájem dotýkají.
Tyto hvězdy se dělí na podtypy A a W.
Typ A se skládá z dvou hvězd spektrálních tříd A a nebo F s periodou 0,4 až 0,8 dne. Typ W odpovídá chladnějším hvězdám spektrálních typů G a nebo K 0,22 až 0,4 dne. Rozdíl teplot obou složek je nanejvýš několik set K.
Roku 1978 byl objeven podtyp B, kam patří soustavy s větším rozdílem povrchových teplot. V roce 2004 byly objeveny systémy typu H.
světelné křivky těchto dvojhvězd se liší od běžných zákrytových dvojhvězd, dochází u nich ke stálé eliptické změně jasnosti.